# Anzi Besson
Anzi Besson ist ein italienisches Unternehmen mit Sitz in Turin, das Skibekleidung vertreibt.
Das Unternehmen wurde im Jahr 1976 von den Skirennläufern Stefano Anzi und Giuliano Besson in Sauze gegründet, aus ihren Nachnamen setzt sich der Firmenname zusammen. Seit 1996 stattete das Unternehmen das Ski-Nationalteams Österreichs aus, um das Jahr 2000 außerdem die Teams der Ukraine und Russlands. Anfang 2002 begann das Unternehmen eine Kooperation mit der Formula-Sport-Gruppe, Besson wurde deren Vizepräsident. So wollte das exportorientierte Unternehmen in neue Märkt vordringen. Ab 2003 stattete der Unternehmen auch das französische Team aus und wurde vollständig von Formula Sport übernommen.
2007 war die Formula Sports Group insolvent. Ab 2008 wurde Anzi Besson von österreichischen Beteiligungsunternehmen übernommen, Besson war nur noch als Berater tätig. Sowohl die österreichische Holdinggesellschaft als auch das italienische Unternehmen Anzi Besson beantragten im Juni 2009 Konkurs. Der ÖSV wählte daraufhin Schöffel als neuen Ausstatter.
Anfang 2010 übernahm BasicNet, die Mutter der Marke Kappa, die Markenrechte von Anzi Besson und 50 % der Firmenanteile. 2016 verkaufte BasicNet seine Beteiligung wieder an die Familie Besson.